# MOKA☆
MOKA☆（モカ）は、近藤由紀夫と小西香葉からなる作詞・作曲・編曲・演奏ユニット。映画、TVドラマ、アニメの劇伴音楽を手がけるほか、オリジナル・アルバムも発表している。

## 作品

### オリジナル・アルバムCD
- EVIDENCE OF LIFE
- 竜宮幻歌
- 森羅SOLOIST
- FELIX CLUPA
- 第五魅惑星
- LILIUM MOKA☆ Produce Mixed Chorus
- ELFEN LIED MOKA☆ Produce Music

### 映画・ドラマ・アニメ
- エルフェンリート　ELFEN LIED
- 怪異と乙女と神隠し
- コメットさん☆
- 恋文日和
- 火消し屋小町
- 小樽運河殺人案内
- オンリー・ユー〜愛されて〜
- ボーダー 犯罪心理捜査ファイル
- R-17
- 冷たい月
- カードGメン・小早川茜
- 万引きGメン・二階堂雪
- Pure Soul〜君が僕を忘れても〜
- メッセージ〜言葉が裏切っていく〜
- だいすき!! ゆずの子育て日記
- COLORFUL
- イケてる2人
- I"s Pure
- UG☆アルティメットガール
- しにがみのバラッド。
- 劇場版 オシャレ魔女 ラブandベリー しあわせのまほう
- 鬼公子炎魔
- ポルフィの長い旅[3]
- 純情ロマンチカ
- ノラガミ ARAGOTO
- 恋極星
- チャレンジド
- さらい屋 五葉
- おにいちゃんのハナビ
- スイッチを押すとき
- 僕とスターの99日
- はぐれ勇者の鬼畜美学
- 世界でいちばん強くなりたい![4]
- ウィザード・バリスターズ 弁魔士セシル
- pupa